# Glöckle Lotterie
Die Glöckle Lotterie ist eine staatliche Lotterie-Einnahme, die seit 1896 besteht und im Bereich der Klassenlotterien tätig ist. Sie zählt zu den größten Lotterie-Einnahmen der Gemeinsamen Klassenlotterie der Länder (GKL) in Deutschland. Das Unternehmen hat sich auf den Vertrieb von NKL- und SKL-Produkten spezialisiert.

## Geschichte
Die Glöckle Lotterie wurde 1896 von Josef Glöckle in Stuttgart-Bad Cannstatt gegründet. Ursprünglich begann Josef Glöckle neben seinem Friseurgeschäft mit dem Verkauf von Lotterielosen, was den Grundstein für das heutige Familienunternehmen legte. 1914 wurde er zum königlich württembergischen Lotterieunternehmer ernannt.
Im Jahr 1947 übernahm Fritz Glöckle das Unternehmen und trieb nach dem Zweiten Weltkrieg den Wiederaufbau voran. Ab 1972 modernisierte Gerd Glöckle, Sohn von Erwin Glöckle, das Unternehmen und baute es zu einem der größten Direktmarketing-Anbieter in Deutschland aus.
Im Jahr 2024 fusionierte die Glöckle Lotterie mit der Staatlichen Lotterie-Einnahme Werner Peters.

## Produkte
Glöckle vertreibt Lotterieprodukte der Gemeinsamen Klassenlotterie der Länder (GKL), darunter die NKL (Nordwestdeutsche Klassenlotterie) und SKL (Süddeutsche Klassenlotterie).